# Zangersformant
De zangersformant, ook wel bekend als de 3K-factor, is een piek in het frequentiespectrum van rond de 3000Hz die vaak geobserveerd wordt in de zangstem van professionele vocalisten. De term is enigszins misleidend, want de zangersformant is strikt gesproken geen formant.